# Stadtwald

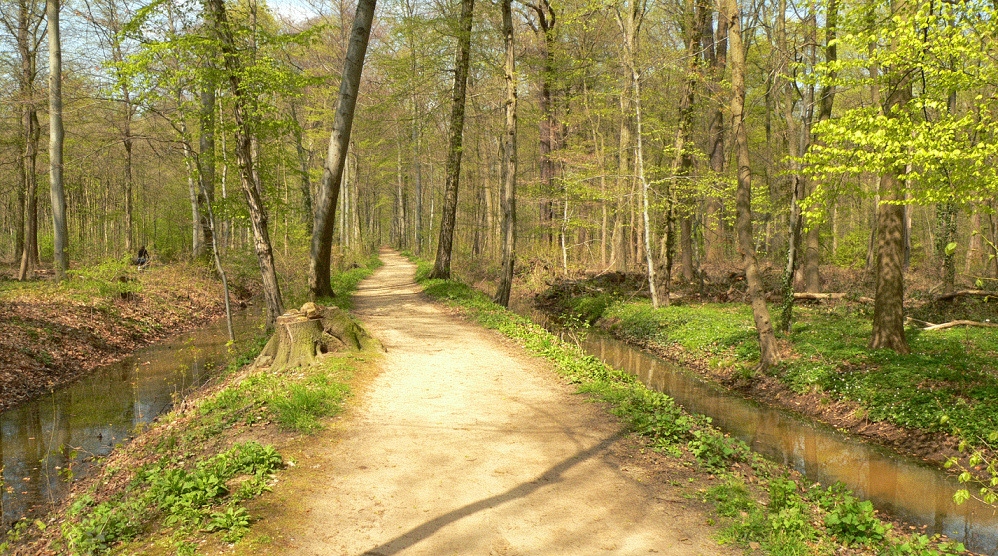
Stadtwald Eilenriede mit Graben- und Wallrest der mittelalterlichen Landwehr

Mit Stadtwald oder Stadtforst wird ein Wald bezeichnet, der sich im Besitz einer Stadt befindet. In Deutschland handelt es sich in der Regel um Körperschaftswald nach § 3 Bundeswaldgesetz. Zur Erholung der Stadtbewohner weisen Stadtwälder meist eine höhere Dichte von Freizeiteinrichtungen wie Spielplätze, Gaststätten, Reit- und Wanderwege auf.

## Deutsche Stadtwälder
Zu den bekanntesten Stadtwäldern gehören in Deutschland der Tiergarten (210 ha) in Berlin sowie die zum insgesamt 28.500 ha großen Berliner Stadtforst zählenden Waldgebiete Grunewald (ca. 3.000 ha) und Köpenicker Forst (ca. 6.500 ha), der Frankfurter Stadtwald (3.866 ha), die Dresdner Heide (6.133 ha) und die Rostocker Heide (6.004 ha), die sogar zu den größten der Welt gehören. Der Duisburger Stadtwald bildet zusammen mit dem Broich-Speldorfer Wald in Mülheim an der Ruhr, dem Duisburger Sportpark und der Duisburger Huckinger Mark ein zusammenhängendes Waldgebiet von etwa 3.000 ha. Der Leipziger Auwald gehört zu den größten erhaltenen Auwaldbeständen in Mitteleuropa.

## Stadtwälder in Europa (Auswahl)

### Stadtwälder in Deutschland (Auswahl)
- Berliner Stadtforst (28.500 ha) mit Grunewald, Köpenicker Forst und weiteren Waldgebieten in und um Berlin[1]
- Briloner Stadtforst (7.750 ha)
- Augsburger Stadtwald (7.679 ha)[2]
- Baden-Baden, Stadtwald (ca. 7.500 ha)[3]
- Dresdner Heide (6.133 ha)
- Rostocker Heide (6.000 ha)
- Villingen-Schwenningen Stadtwald (5.841 ha; insgesamt 8.114,5 ha)[4]
- Wiesbadener Stadtwald (5.600 ha)
- Freiburger Stadtwald (5.360 ha)[5]
- Stadtforst Fürstenwalde (4.677 ha Wald mit 90 % Nadelwald und 10 % Laubwald)[6]
- Stadtwald Lübeck (4.600 ha), ein Teil davon ist das Lauerholz (960 ha)
- Bopparder Stadtwald (4.360 ha)
- Zittauer Stadtwald (ca. 4.300 ha, davon ca. 95 % außerhalb von Zittau in 15 umliegenden Gemeinden[7])
- Frankfurter Stadtwald (3.866 ha Stadtwald. Insgesamt 5.785 ha)[8]
- Mühlhäuser Stadtwald (3.093 ha)
- Weißenburger Stadtwald (2.806 ha)
- Koblenzer Stadtwald (2.772 ha)
- Stuttgarter Stadtwald (2700 ha Stadtwald. Insgesamt ca. 5000 ha)[9]
- Landauer Stadtwald (2.284 ha)
- Bielefelder Stadtwald (2.256 ha)[10]
- Geraer Stadtwald (1.575 ha)[11]
- Stadtwald Offenbach am Main (1.330 ha)
- Stadtforst Salzwedel (1.400 ha), gemäß Bundeswaldgesetz kein Körperschaftswald mehr, wurde durch die Stadt Salzwedel privatisiert.
- Leipziger Auwald (1.163 ha Stadtwald. Insgesamt ca. 2.500 ha)
- Calwer Stadtwald (1.100 ha)
- Steigerwald in Erfurt (800 ha)
- Dölauer Heide in Halle/Saale (740 ha)
- Eilenriede in Hannover (650 ha)
- Burbach in NRW (642 ha)
- Duisburger Stadtwald (600 ha)
- Fürther Stadtwald (560 ha)
- Plauer Stadtwald (315 ha)
- Eschweiler Stadtwald (350 ha)
- Kölner Stadtwald (205,3 ha)
- Marienhölzung in Flensburg (200 ha)
- Krefelder Stadtwald (120 ha)
- Seelhorst in Hannover (100 ha)
- Zirndorfer Stadtwald (82 ha)
- Neroberg Wiesbaden (78 ha)
- Stadtwald (Stralsund) (64 ha)

### Frankreich
- Bois de Boulogne in Paris
- Bois de Vincennes in Paris

### Österreich
- Wienerwald (105.645 ha, davon 8650 ha in Wien)
- Lainzer Tiergarten (2.450 ha) in Wien
- Lobau (2.300 ha) in Wien
- Wiener Prater (600 ha)
- Leechwald in Graz

### Schweiz
- Stadtwald (1.200 ha) und Sihlwald (1.000 ha) in Zürich (Schweiz)

## Stadtwälder in den USA
- Jefferson Memorial Forest